# Atrichopogon obnubilus
Atrichopogon obnubilus är en tvåvingeart som först beskrevs av Ingram och John William Scott Macfie 1931.  Atrichopogon obnubilus ingår i släktet Atrichopogon och familjen svidknott. Inga underarter finns listade i Catalogue of Life.